# Garcinia bonii
Garcinia bonii är en tvåhjärtbladig växtart som beskrevs av Pitard. Garcinia bonii ingår i släktet Garcinia och familjen Clusiaceae. Inga underarter finns listade i Catalogue of Life.